# Elsbeth Pulver
Elsbeth Pulver (* 21. April 1928; † 18. Juli 2017 in Bern) war eine Schweizer Germanistin, Literaturkritikerin und Publizistin.

## Leben
Elsbeth Pulver wuchs in Zweisimmen auf und studierte Germanistik und Geschichte an den Universitäten Bern und Tübingen. Als promovierte Germanistin war sie als Gymnasiallehrerin an der Wirtschaftsmittelschule in Bern und ab 1981 als freiberufliche Literaturkritikerin tätig.
Sie besprach Texte u. a. in den Zeitungen Der Bund, Neue Zürcher Zeitung und Schweizer Monatshefte. In vielen Fällen hat sie Autorinnen und Autoren begleitet, regelmässig ihre Werke besprochen oder alte neu herausgegeben.
Elsbeth Pulver war lange Präsidentin der kantonalen Literaturkommission und war elf Jahre als Mitglied des Stiftungsrats und des Leitenden Ausschusses der Schweizerischen Kulturstiftung Pro Helvetia tätig.
Sie erhielt 2006 den Städtischen Kulturpreis von Bern.